# Yoakum
Yoakum é uma cidade localizada no estado norte-americano do Texas, no Condado de DeWitt e Condado de Lavaca.

## Demografia
Segundo o censo norte-americano de 2000, a sua população era de 5731 habitantes.
Em 2006, foi estimada uma população de 5677, um decréscimo de 54 (-0.9%).

## Geografia
De acordo com o United States Census Bureau tem uma área de
11,8 km², dos quais 11,8 km² cobertos por terra e 0,0 km² cobertos por água. Yoakum localiza-se a aproximadamente 121 m acima do nível do mar.

## Localidades na vizinhança
O diagrama seguinte representa as localidades num raio de 36 km ao redor de Yoakum.